# Aspitates clausa
Aspitates clausa là một loài bướm đêm trong họ Geometridae.